# Osmia kenoyeri
Osmia kenoyeri är en biart som beskrevs av Cockerell 1915. Osmia kenoyeri ingår i släktet murarbin, och familjen buksamlarbin. Inga underarter finns listade i Catalogue of Life.